# ده نو (دربندرود)
ده نو (بالفارسية: ده نو) هي قرية تقع في إيران في قسم دربندرود الريفي. يقدر عدد سكانها بـ 710 نسمة .